# Piazza Sisto Riario Sforza

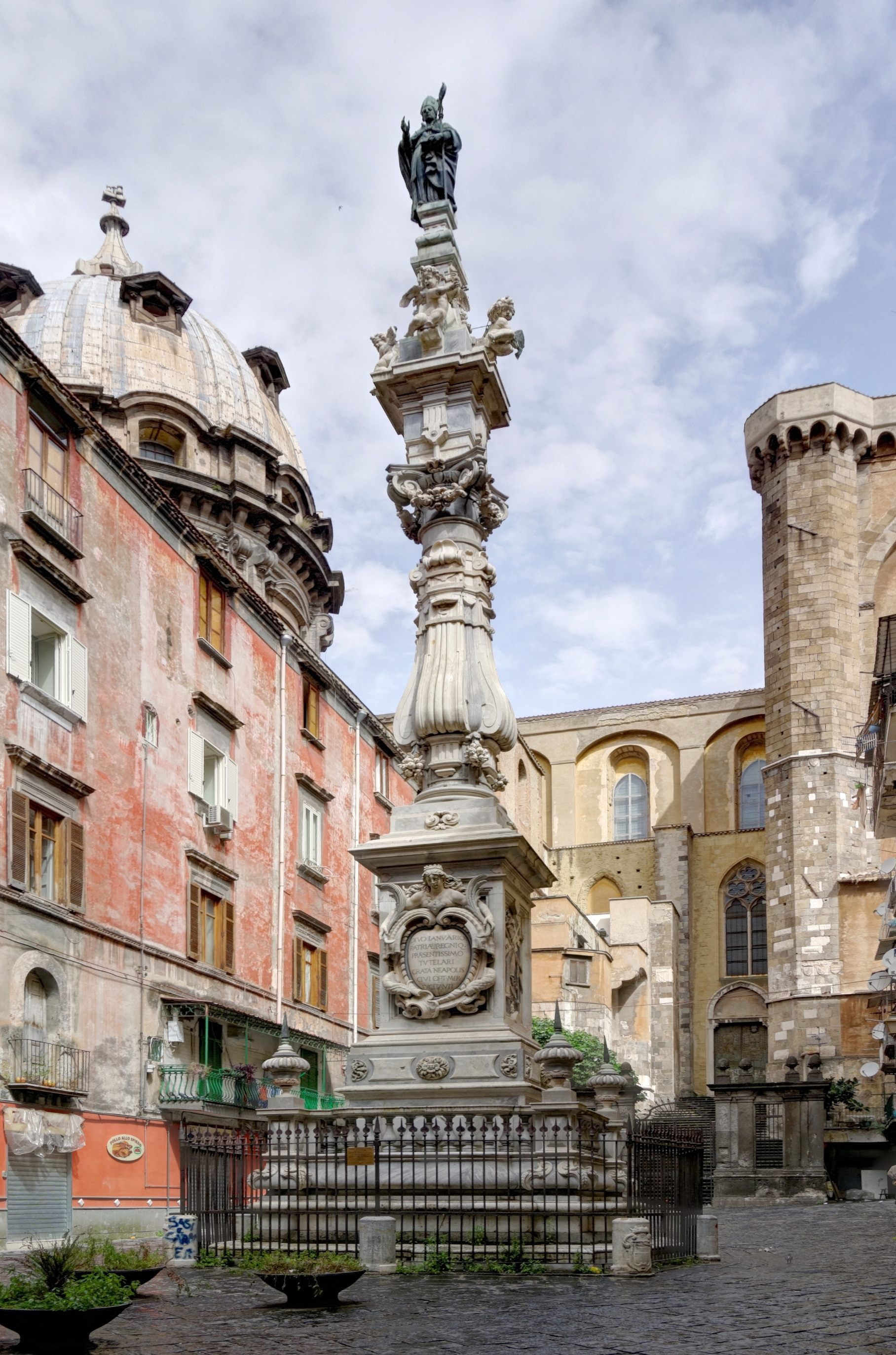
Panoramica della piazza con vista dell'obelisco di San Gennaro

Piazza Sisto Riario Sforza è uno degli slarghi che caratterizzano il centro antico di Napoli; più precisamente è attraversata da via dei Tribunali, il decumano maggiore della città.
La piazza è situata in un ambiente chiuso, al lato del Duomo di Napoli e di fronte al complesso del Pio Monte della Misericordia. Il nome è dato dal Cardinale Sisto Riario Sforza. 

## Storia
Secondo alcuni storici (Tutini, Carletti e Corcia) sotto l'attuale slargo sorgeva il tempio greco dedicato a Giove (V secolo a.c.); è stata rinvenuta infatti una colonna greca a riprova dell'esistenza del tempio. 
Prima lo slargo serviva per l'accesso laterale della Cattedrale; infatti, esso costituiva un apparato scenografico della chiesa ed era caratterizzato anche dalla lunga scalinata in piperno che conduceva al portale. Tuttavia, oggi questo accesso è chiuso in quanto l'entrata all'edificio viene compiuta usufruendo del varco principale. 
Sin dal XV secolo la piazza divenne un luogo urbano di interesse architettonico e artistico, come attesta il portale di Palazzo Capece Minutolo in forme durazzesche.
Questi caratteri vennero accentuati nel XVII secolo, quando qui fu realizzato l'obelisco di san Gennaro, opera dell'architetto Cosimo Fanzago che quindi innalzò il primo prototipo di questa tipologia di "arredo urbano". Anche qui infatti, la guglia divenne l'elemento dominante e centrale della piazza, come accade per piazza del Gesù Nuovo e piazza San Domenico Maggiore.
All'opposto della Cattedrale sorse la scefica facciata del Pio Monte della Misericordia, progettata da un altro importante architetto partenopeo del Seicento, Francesco Antonio Picchiatti. Egli accorpò in un unico blocco edilizio un palazzo ed una chiesa dalla pianta ottagonale, progettando la facciata con portico in piperno e stucco, con nicchie nelle quali furono poste statue marmoree e sovrastanti finestre decorate in stucco.
La piazza si trova sul decumano maggiore della città, non appena oltrepassato l'incrocio di via Duomo.

## Obelisco di San Gennaro
Si innalza al centro dello slargo l'obelisco dedicato al santo patrono di Napoli. Fu voluto dagli stessi napoletani a seguito dell'eruzione del Vesuvio del 1631. L'opera fu eretta nel 1637 sotto la guida di Cosimo Fanzago e rappresenta il primo obelisco della città.